# 영업용
영업용은 영리를 목적으로 운영되는 자동차를 가리키는 단어이다. 영업용에는 주로 화물차, 버스, 택시가 있다.

## 설명
영업용은 차량 번호판을 노란색으로 사용한다. 초기에는 영업용 번호판이 흰색이였지만 1996년부터 현재의 노란색으로 영업용 번호판이 바뀌었다. 영업용은 개인용으로 사용되는 자가용 자동차와는 달리 유상 영업이 가능하며 영업용 자동차를 운전하려면 화물운송종사자격증, 버스운전자격증, 택시운전자격증 등이 함께 별도로 요구된다. 이외에 특장차나 일반 승합차의 경우에서도 영업용으로 사용하는 차량이 존재하며 택배를 운송하는 차량은 영업용 번호판을 의무적으로 장착하도록 법으로 규정되어 있다. 택배를 운송하는 차량의 경우에는 일반적인 영업용 차량과는 달리 배를 사용한다.

## 같이 보기
- 자동차
- 자격증